# Sphaerius minutus
Sphaerius minutus – gatunek chrząszcza z podrzędu Myxophaga i rodziny gałeczkowatych. Występuje w górach Jinggangshan w Chinach.

## Taksonomia
Gatunek ten opisali po raz pierwszy w 2018 roku Liang Zulong i Jia Fenglong na podstawie sześciu okazów odłowionych w 2011 roku w chińskiej prowincji Jiangxi, w okolicy powiatu Xiping. Nadany mu epitet gatunkowy minutus oznacza po łacinie „drobny” i nawiązuje do jego rozmiarów ciała.

## Morfologia

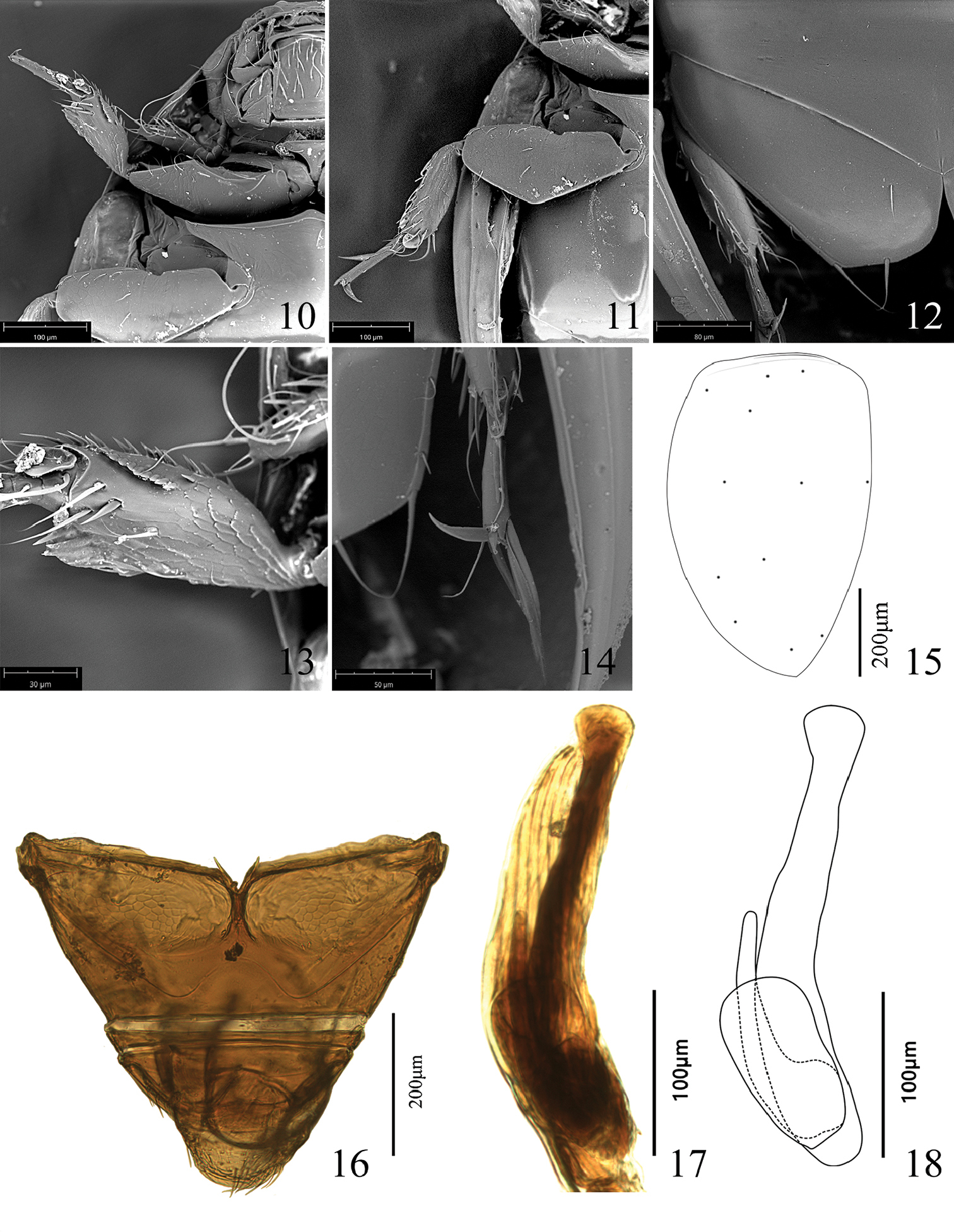
10: odnóże przednie, 11: odnóże środkowe, 12: odnóże tylne, 13: przedni goleń, 14: tylna stopa, 15: pokrywa, 16: odwłok, 17–18: genitalia samca w widoku bocznym

Chrząszcz o szeroko owalnym, silnie wypukłym, z wierzchu całkiem gładkim i błyszczącym ciele długości od 0,9 do 1 mm, około półtora raza dłuższym niż szerokim. Ubarwienie wierzchu ciała jest brązowe do ciemnobrązowego, spodu ciała rudobrązowe, zaś przednich i środkowych odnóży żółte. Krótka i szeroka głowa ma silnie wyłupiaste oczy złożone i osadzone blisko nich czułki zbudowane z 11 członów, z których cztery nie są silnie rozszerzone i formują słabo zaznaczoną buławkę. Przedplecze jest ku przodowi zwężone, o przednich kątach wystających i ostrych, bocznych brzegach zaokrąglonych, a kątach tylnych prostych i lekko zaokrąglonych. Tarczka ma kształt trójkąta równobocznego. Pokrywy są pozbawione punktów i rzędów, mają natomiast po 8–12 drobnych, stożkowatych guzków. Podgięcia pokryw są z tyłu przewężone i zaopatrzone w szerokie i głębokie bruzdy. Przedpiersie ma silnie wyniesiony, T-kształtny z przednim brzegiem prostym, a brzegami bocznymi lekko wklęsłymi wyrostek międzybiodrowy. Odnóża przedniej i środkowej pary mają na wierzchołkach goleni dyski wentralne. Stopy budują trzy człony, z których drugi jest znacznie krótszy od pozostałych. Odwłok ma trzy widoczne sternity (wentryty). Genitalia samca cechują się długim, spłaszczonym bocznie i wyraźnie rozszerzonym na szczycie płatem środkowym edeagusa oraz o połowę krótszą od niego, palcowatą paramerą lewą i płatkowatą paramerą prawą.

## Ekologia i występowanie
Owad ten jest endemitem Chin, znanym tylko z gór Jinggangshan. Zasiedla pobrzeża strumieni. Spotykany był na wysokości 850 m n.p.m., pod kamieniami na mulistym podłożu.